# Припускання
Припускання — техніка варіння продуктів у невеликій кількості рідини чи у власному соку під щільно закритою кришкою.
Припускання у власному соку застосовують для тих продуктів, які при нагріванні гарно виділяють вологу (гарбуз, кабачки, томати). Воду чи бульйон додають при приготуванні капусти, моркви, ріпи, свіжої риби, шматків м'яса, філе домашньої птиці, котлет.